# Giuseppe Gorni
Giuseppe Gorni (Quistello, 27 marzo 1894 – Domodossola, 6 agosto 1975) è stato un pittore, scultore e incisore italiano La sua opera è profondamente legata alla vita rurale della Bassa Padana, in particolare alla sua terra natale, Mantova, e riflette la sua passione per la natura e le tradizioni locali..

## Biografia
Nato a nuvolato, frazione di Santa Lucia, in provincia di Mantova, Giuseppe Gorni sviluppò un forte legame con il suo territorio fin dalla giovane età. Dopo aver iniziato la sua formazione artistica presso l'Accademia di Belle Arti di Bologna, ottenne il titolo di insegnante di scuole medie. La sua vita personale e professionale fu segnata da eventi storici significativi, tra cui la Prima Guerra Mondiale, che lo vide prigioniero in Ungheria nel campo di Hajmasker, dove fu catturato durante la battaglia dell'Altopiano di Asiago. Dopo la guerra, Gorni tornò a Quistello per dedicarsi all'insegnamento e all'arte, affrontando anche le difficoltà legate alla sua opposizione al regime fascista, che lo costrinse a lasciare la direzione delle Scuole Tecniche di Quistello.
Gli anni successivi videro Gorni impegnato nella vita culturale e artistica della sua terra, sebbene fosse nuovamente interrotto dal conflitto bellico, partecipando alla Seconda Guerra Mondiale, dove combatté in Francia e Russia e fu internato in Svizzera. Nel 1945, dopo la fine della guerra, poté riprendere la sua carriera di insegnante e dedicarsi nuovamente all'arte.
Nel corso degli anni Cinquanta, Gorni si trasferì a Cinisello Balsamo, nell'hinterland milanese, dove lavorò come capo ufficio tecnico del Comune. Tuttavia, fu negli anni Sessanta e Settanta che il suo percorso artistico ebbe una svolta significativa, con il ritorno a Nuvolato, una frazione di Quistello, dove si concentrò sulla scultura, il disegno e l'incisione. Il suo lavoro si radicò nella memoria storica della sua terra, celebrando la vita contadina e le tradizioni locali. La sua prima mostra importante si tenne a Milano nel 1965, e successivamente partecipò a numerose esposizioni, aumentando il riconoscimento della sua arte.

## Opere e stile
Giuseppe Gorni è conosciuto principalmente per le sue sculture, che raccontano la vita e le tradizioni della Bassa Padana, con un focus particolare sulla figura femminile, simbolo della forza generatrice della natura. Le sue sculture, caratterizzate da forme essenziali e incisive, trasmettono un forte senso di umanità e appartenenza alla terra, esplorando temi universali come la vita, la morte, la solitudine e la speranza. La scelta dei materiali, come legno, pietra e terracotta, evidenzia il legame dell'artista con la natura e il suo territorio.
Oltre alla scultura, Gorni si distinse anche per la sua attività di pittore e incisore. I suoi disegni e incisioni, che ritraggono principalmente la vita rurale, si caratterizzano per un realismo schietto e diretto, ma anche per un'evoluzione che riflette le sue esperienze personali, tra cui la prigionia e la disumanizzazione vissuta nei campi di concentramento. Le sue opere grafiche mostrano anche un forte spirito sperimentale, con l'uso di tecniche diverse come l'acquaforte e la xilografia, a fianco della scultura.

### Legame con il territorio
Il legame di Gorni con il territorio mantovano è evidente in tutte le sue opere. Le sue sculture, che rappresentano contadini, animali e paesaggi, sono un riflesso della sua attenta osservazione della realtà rurale e della sua connessione profonda con la terra. Gorni ha utilizzato materiali locali, come il legno e la pietra, creando opere che sembrano emergere dalla stessa terra. Questo forte attaccamento alle sue origini è visibile anche nel suo ritorno a Nuvolato, dove poté dedicarsi completamente alla sua arte.

## Museo Diffuso Giuseppe Gorni
Il Museo Diffuso Giuseppe Gorni a Quistello è un omaggio alla vita e all'opera dell'artista. Situato nell'edificio delle Scuole Elementari Giovanni Pascoli, progettato dallo stesso Gorni, il museo ospita un'esposizione che ripercorre la sua carriera artistica, dalle prime opere giovanili alle sculture mature, caratterizzate da forme più essenziali e significati più profondi. Il concetto di "museo diffuso" si estende oltre le mura del museo stesso, coinvolgendo l'intero territorio di Quistello, dove sono presenti numerose opere pubbliche, tra cui murales, bassorilievi e sculture.
Il museo è diviso in due sezioni principali: una dedicata alla scultura, con opere che esplorano il tema della figura femminile e della vita rurale, e una dedicata alla grafica, che raccoglie disegni e incisioni che raccontano la vita contadina e l'esperienza di Gorni come prigioniero di guerra. L'edificio, restaurato nel 2002, è un esempio significativo della sua architettura, con linee essenziali e materiali naturali che si integrano perfettamente nel paesaggio circostante.

## Opere

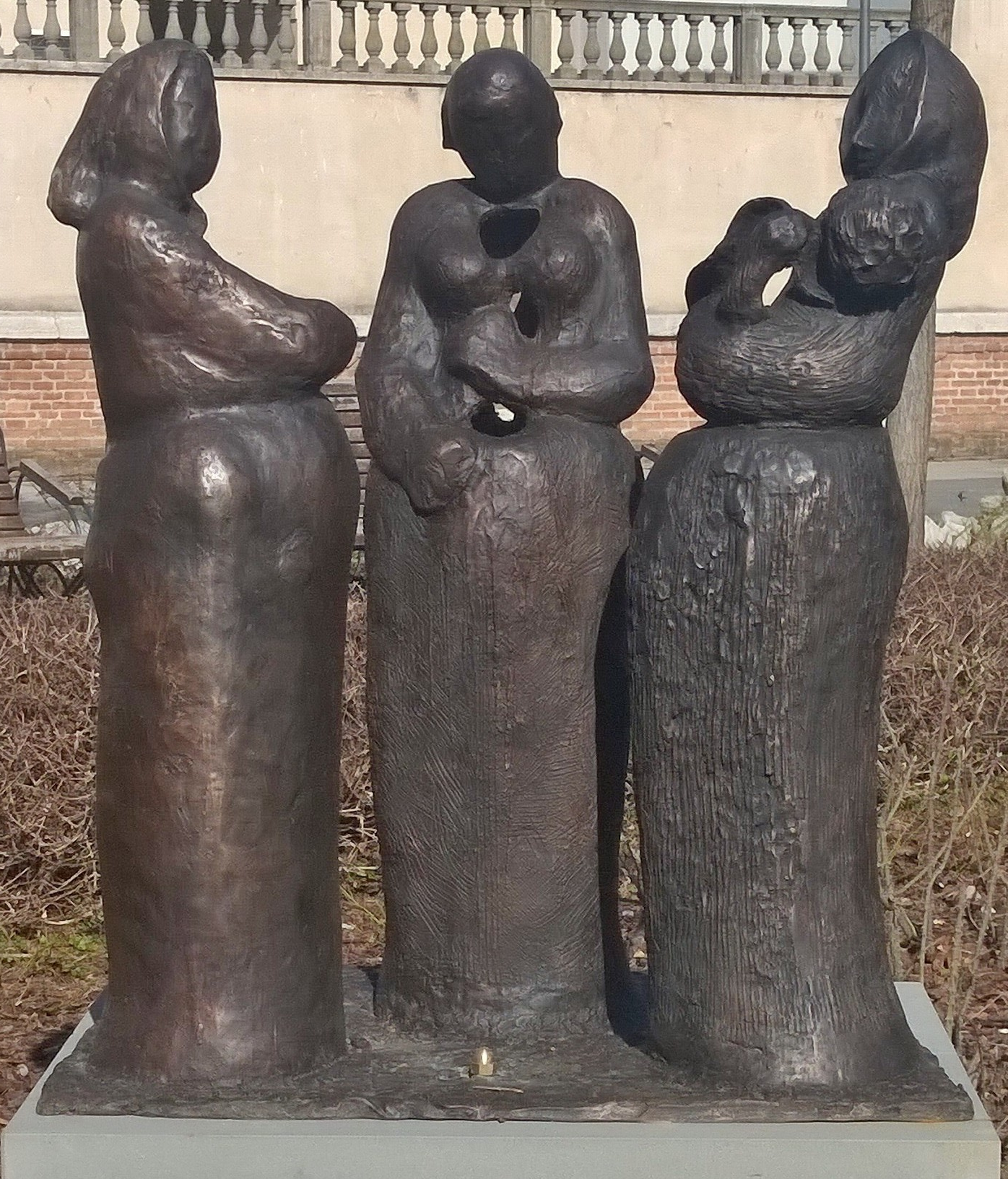
Conversazione (1951)

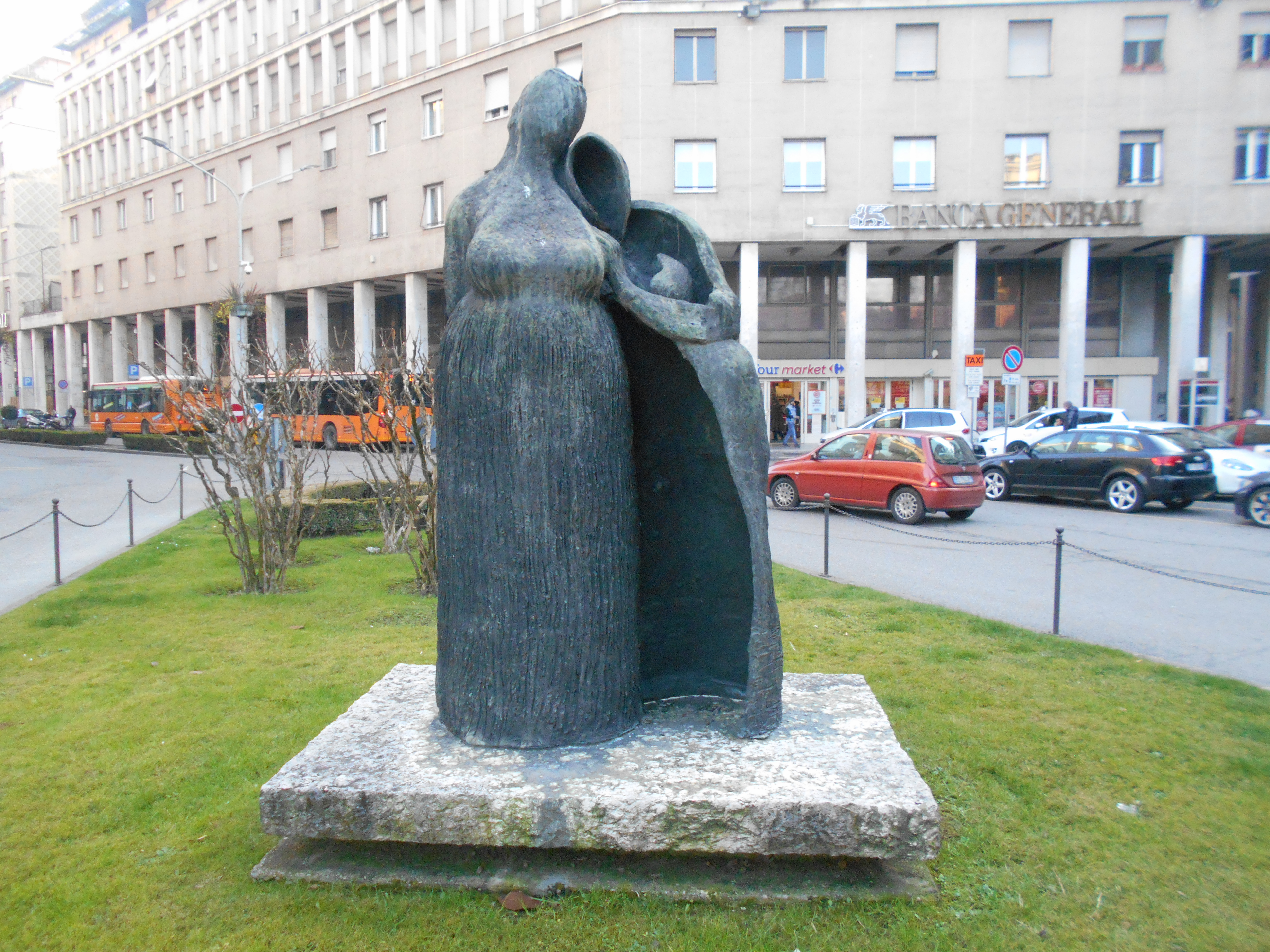
Monumento alla donna in piazza Felice Cavallotti Mantova

- Monumento alla donna, Piazza Cavallotti, Mantova
- Monumento al capolega, San Rocco di Quistello
- Conversazione, giardini del Lungorio IV Novembre, Mantova [2]
- Pietà, chiesa di San Fiorentino a Nuvolato.[3]

### Opere Scultoree
- Donna con fianchi larghi e seni prosperosi[1]
- I due Gelsi[1]
- Giocatori di carte (1961)[1]
- Ricamatrici (1965)[1]
- Donna che entra al cimitero - Scultura monumentale nel cimitero di Nuvolato[1]

### Opere Architettoniche
- Scuole Elementari Giovanni Pascoli (1929-1930) - Progettate dallo stesso Gorni, sono un esempio del suo impegno nell'architettura, caratterizzate da linee essenziali e materiali naturali.[1]
- Casa Gorni “La Selvaggia” (1929-1930) - Casa progettata dall'artista a Nuvolato, un altro esempio del suo lavoro architettonico.[1]

### Opere Grafiche
- Serie di disegni sulla vita rurale - Ritratti di contadini, animali da lavoro e paesaggi della Bassa Padana, che testimoniano il forte legame con il suo territorio.[1]
- Incisioni e schizzi di prigionia - Durante il suo periodo come prigioniero di guerra nel campo di Hajmasker, Gorni realizzò incisioni che riflettono la disumanizzazione e la sofferenza dei prigionieri.[1]
- Acquaforte e xilografie (1924-1927) - Serie di lavori grafici che affiancano la scultura, con una ricerca formale e una continua evoluzione tecnica.[1]

### Opere Murali
- Il Girotondo - Murale situato nell'Aiuola dei Gelsi, che rappresenta un gioco di bambini, simbolo di comunità e solidarietà.[1]
- I bambini che entrano a scuola - Murale complementare a "Il Girotondo", raffigurante il ciclo di crescita e l'importanza dell'educazione.[1]